# Морска авицения
Морските авицении (Avicennia marina) са вид растения от семейство Страшникови (Acanthaceae).
Таксонът е описан за пръв път от австрийския ботаник Фридрих Фирхапер през  година.